# Sundstrom Island
Sundstrom Island ist eine Insel des Kodiak-Archipels in Alaska in den Vereinigten Staaten. Sie liegt südlich der Kodiak-Insel in unmittelbarer Nachbarschaft zu Aiaktalik Island.  Die Insel ist 1,2 km² groß und unbewohnt. Sie wurde 1906 nach Gustaf L. Sundstrom benannt, einem Steuermann des Dampfschiffs Patterson, der während seines Dienstes ertrunken ist.